# Blå ängeln
Blå ängeln (tyska: Professor Unrat) är en roman från 1905 av Heinrich Mann.

## Andra versioner
- Blå ängeln (film), film från 1930 med bland andra Marlene Dietrich i en av rollerna
- Blå ängeln (film, 1959), film från 1959 med bland andra May Britt Wilkens i en av rollerna
- Blå ängeln (pjäs)